# Parafia św. Brata Alberta Chmielowskiego w Jaworznie-Pieczyskach
Parafia Świętego Brata Alberta Chmielowskiego w Jaworznie-Pieczyskach – rzymskokatolicka parafia, położona w dekanacie jaworznickim NMP Nieustającej Pomocy, diecezji sosnowieckiej, metropolii częstochowskiej w Polsce, erygowana w 1992 roku.